# 가톨릭 삿포로 교구
가톨릭 삿포로 교구(라틴어: カトリック札幌教区, 라틴어: Dioecesis Sapporensis)는 일본의 로마 가톨릭교회의 도쿄 관구에 속하는 교구이다

## 연혁
- 1915년 2월 12일, 하코다테 교구에서 분리하여 홋카이도 중 하코다테 교구 관할 지역을 제외한 전역 및 사할린 남부를 관할구역으로 하는 지목구로서 설정되어 독일의 프란치스코회에 위탁되었다.
- 1929년 3월 30일, 대목구로 승격되어 지목구장 윈체슬라우스 키놀드 신부가 주교에 서품되었다.
- 1932년 7월 14일, 사할린 교구가 분리해 폴란드의 프란치스코회에 위탁되었다.
- 1941년, 키놀드 주교가 교구장을 사임하여, 토다 몬시뇰이 대목구장이 되었다.
- 1944년, 토다 몬시뇰아 요코하마 교구장으로 전출되어 세마 유이사무 몬시뇰이 후임 대목구장이 되었다.
- 1952년 12월 11일, 홋카이도 전역이 삿포로 교구로 승격되었다.
- 1953년 3월 19일, 도미자와 신부가 교구장에 임명되어 주교로 서품되었다.
- 1987년 10월 3일, 도미자와 주교가 사임하여 지누시 토시오 신부가 후임에 임명되었다.
- 1988년 1월 15일, 지누시 신부가 주교로 서품되어 교구장으로 취임했다.
- 2009년 11월 7일, 지누시 주교(79세)가 은퇴하였다.
- 2013년 6월 22일, 카투수야 타이지 신부가 교구장으로 임명되었다.

## 관할구역
홋카이도 (北海道) 전역

## 역대 대목구장
- 초대 벤체슬라오 키놀드(Wenceslaus Kinold) 주교 (1915~1941) (지목구장)
- 2대 토다 다테와키(戸田帯刀, 라우렌시오) 몬시뇰 (1941-1944)
- 3대 세노 이사무(瀬野 勇, 아우구스티노) 몬시뇰 (1944-1952)

## 역대 교구장
- 초대 토미자와 다카히코(冨澤孝彦, 베네딕도) 주교 (1952.12.11–1987.10.03)
- 2대 지누시 도시오(地主敏夫, 베드로) 주교 (1987.10.03 ~ 2009.11.07)
- 3대 카츠야 타이지(勝谷 太治,베르나르도)주교(2013,06,22~ )